# Betulina
Betulina – organiczny związek chemiczny z grupy trójterpenów, pięciocykliczny diol (dwuhydroksylowa pochodna lupenu) występujący w znacznych ilościach (do 30% w suchej masie) w korze brzozy (łac. Betula), od której wziął swą nazwę. 
Betulinie przypisuje się charakterystyczny biały kolor kory brzozy. Kora ta stanowi płaszcz ochronny brzozy, który zapewnia odporność zarówno na silne nasłonecznienie, jak i niekorzystne temperatury. Betulinę można wyizolować z białej kory brzozy z wydajnością ok. 20% poprzez ekstrakcję chloroformem (do ekstrakcji można też użyć proste alkohole). Po raz pierwszy została uzyskana w roku 1788 przez rosyjskiego naukowca Tobiasa Lowitza (ros. Товий Егорович Ловиц).
Betulina wykazuje właściwości lecznicze wobec wielu schorzeń, także przeciwnowotworowe. Wchodzi w interakcje z białkami wiążącymi czynnik regulujący sterole (ang. Sterol Regulatory Element-Binding Proteins, SREBP), które pełnią ważną rolę w aktywowaniu ekspresji genów zaangażowanych w syntezę cholesterolu, kwasów tłuszczowych i trójglicerydów, czego skutkiem jest obniżenie poziomu cholesterolu we krwi i zdolność zapobiegania otyłości. Betulina zwiększa również wrażliwość komórek na insulinę. Stanowi produkt wyjściowy do syntezy kwasu betulinowego (w którym pierwszorzędowa grupa hydroksylowa −CH2OH betuliny utleniona jest do grupy karboksylowej −COOH). Na tych dwóch substancjach opierają się lecznicze właściwości brzóz – zawierają je preparaty lecznicze i kosmetyczne uzyskiwane z brzozy, a także z kitu pszczelego i z pasożytniczych grzybów rosnących na brzozach.